# Thoracosaurus
Thoracosaurus es un género extinto de crocodiliano gavialoideo el cual vivió durante el Cretácico Superior y el inicio del Paleoceno. Este abarca a las especies Thoracosaurus neocesariensis en América del Norte y Thoracosaurus macrorhynchus en Europa. Varias otras especies han sido referidas a este género, pero muchas son dudosas.
Thoracosaurus scanicus era un gavialoideo relativamente grande, con una longitud corporal de más de 4.4 metros y un cráneo de 55 centímetros.

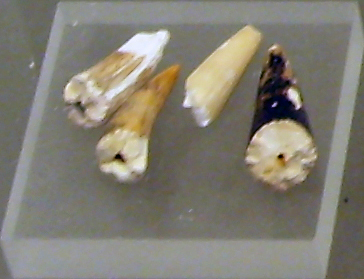
Dientes de Thoracosaurus sp. en el Museo Geológico, en Copenhague.